# Marcello Mastroianni - Mi ricordo, sì, io mi ricordo
Marcello Mastroianni - Mi ricordo, sì, io mi ricordo è un film documentario del 1997 diretto da Anna Maria Tatò.
È stato girato nel luglio 1996 durante le riprese di Viaggio all'inizio del mondo di Manoel de Oliveira, ultimo film interpretato da Marcello Mastroianni.

## Trama
In Portogallo, durante le pause dalle riprese del film Viaggio all'inizio del mondo che lo vede protagonista, l'attore Marcello Mastroianni si confessa davanti alla cinepresa e ripercorre a ritroso la propria vita: dall'infanzia alla scoperta del cinema, dalle prime comparse ai grandi ruoli, e poi le letture, il teatro, il secondo dopoguerra, la collaborazione con grandi registi come Federico Fellini, la sua fama di latin lover in gioventù, fino al compleanno festeggiato proprio durante le riprese.